# Église Notre-Dame de la Bonanova
Pour les articles homonymes, voir Église Notre-Dame.
L'église des Saints-Gervais-et-Protais-et-Notre-Dame-de-la-Bonanova (en catalan : església dels Sants Gervasi i Protasi i de la Mare de Déu de la Bonanova) est une église catholique située sur la place de la Bonanova, dans le district de Sarrià-Sant Gervasi à Barcelone. Elle a été bâtie entre 1942 et 1962, œuvre de Josep Danés en style néo-Renaissance.

## Histoire

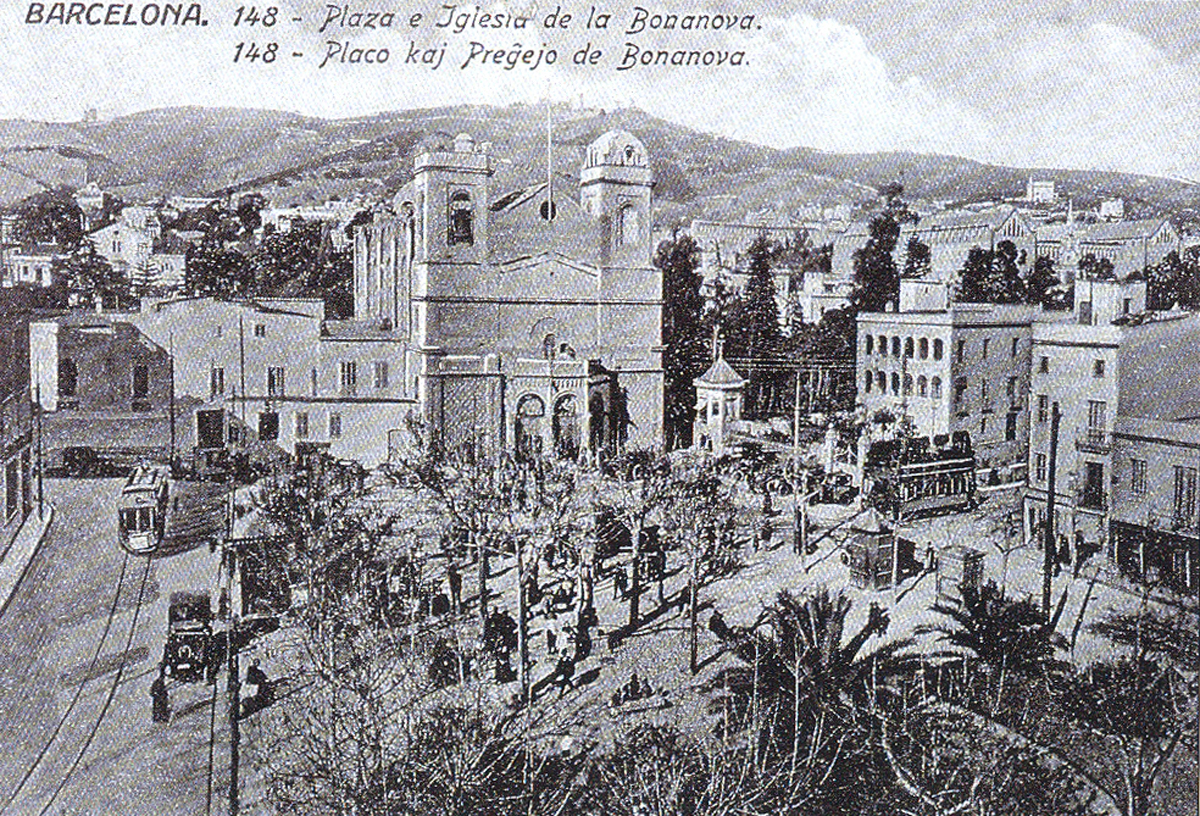
Photo historique de l'ancienne église de la Bonanova.

A l'actuel emplacement de l'église se trouvait une chapelle consacrée aux saints Gervais et Protais depuis le Xe siècle, située dans un lieu dénommé Creu Trencada, dans le croisement des chemins de Sarrià à Horta et de Barcelone à Collserola. Elle a été le noyau de la ville de Sant Gervasi de Cassoles, une ancienne commune qui a été agrégée à Barcelone en 1897. Au XIIIe siècle a été bâtie une nouvelle église, de style roman, qui en 1245 a acquis le titre de paroisse. La construction du temple médiéval a été patronnée par le noble Pere de Montjuïc. L'ancienne église était petite, mais suffisante pour assurer le service aux 200 habitants de la commune,.
Au XIXe siècle l'augmentation de la population a poussé à agrandir l'église et à effectuer diverses réformes, réalisées par l'architecte Josep Ràfols entre 1842 et 1847, en style néoclassique, . En 1883, le pape Léon XIII a proclamé la Vierge de la Bonanova patronne de la ville de San Gervasi. En 1889 le campanile a été refait, et ont été installés de nouveaux vitraux, un chœur et un orgue.
En 1936, au début de la Guerre d'Espagne, l'église a été détruite, et son paroissien, Lluís Xiró i Roig, assassiné. En 1942 a été entamé la construction du nouvel édifice, œuvre de Josep Danois Torras ; à son décès en 1955 les travaux ont été poursuivis par Joaquim Porqueras Bañeres, jusqu'à leur achèvement en 1962.

## Description

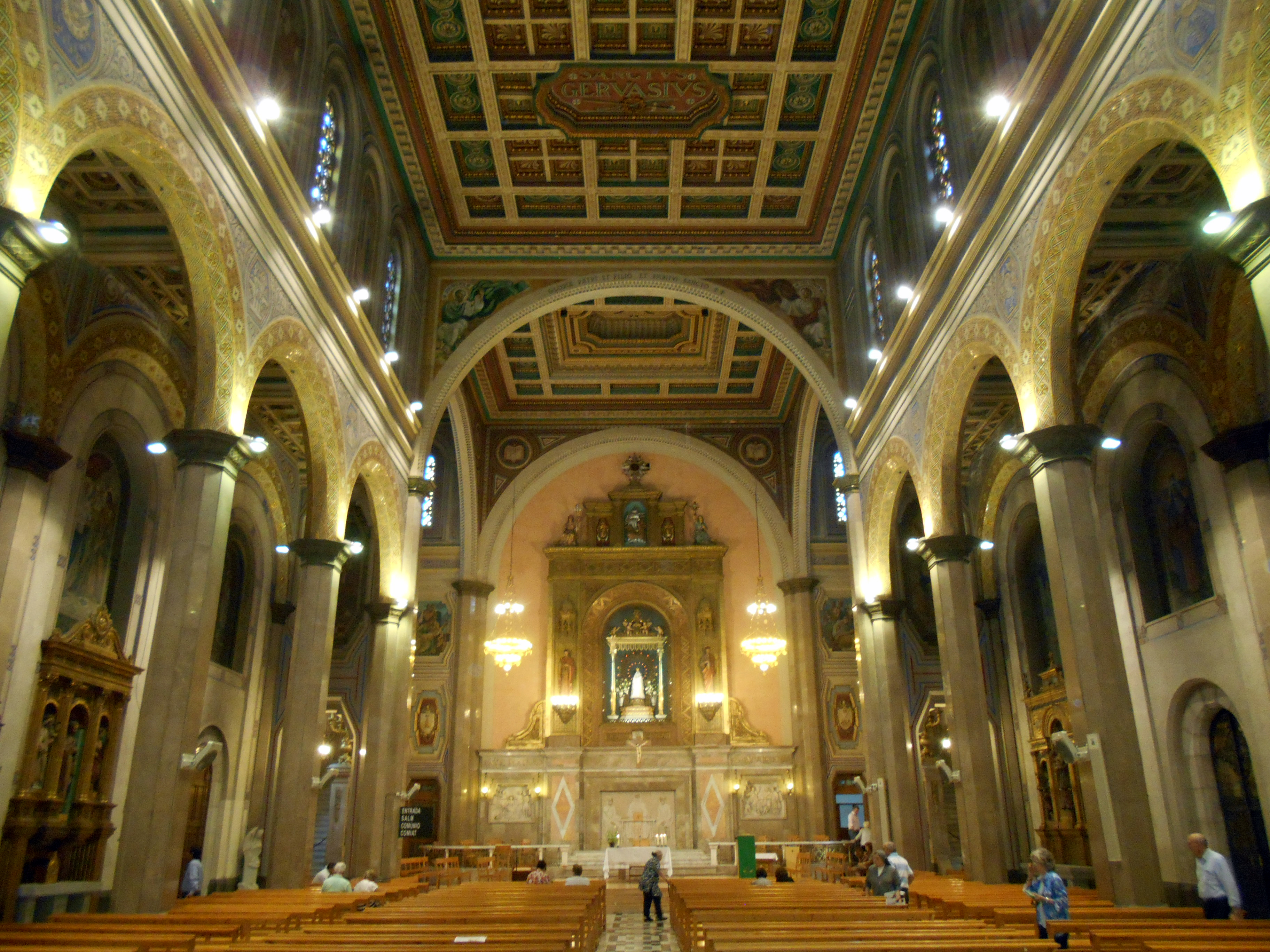
Intérieur de l'église.

Après la Guerre civile ont été restaurées de nombreuses églises détruites, en même temps que s'en créaient de nouvelles, la plupart dans un style néo-Renaissance d'inspiration florentine, dans la continuité de la ligne initiée par Nicolau Maria Rubió i Tudurí dans les années 1920 au sein du noucentisme catalan.
L'église de la Bonanova est inspirée des basiliques paléochrétiennes, avec une claire influence de la basilique Sainte-Marie-Majeure de Rome.

## Source
- (es) Cet article est partiellement ou en totalité issu de l’article de Wikipédia en espagnol intitulé « Iglesia de Nuestra Señora de la Bonanova » (voir la liste des auteurs).